# 沮俊
沮俊（171年—195年），东汉末期武将，与同姓袁紹属下沮授关系不明。
興平二年（195年）沮俊担任射声校尉，跟随汉献帝離开長安回归洛陽。在弘農郡東澗，追击献帝的李傕、郭汜軍与護衛献帝的董承、楊奉軍交战，董承、楊奉軍战败。董承属下的沮俊，在战斗中負傷落馬。李傕问左右：“还能活吗？”沮俊骂他：“你们这些凶逆，逼迫天子，乱臣贼子，没有像你们这样的！”李傕大怒，当場殺害沮俊。沮俊时年二十五岁。建安元年（196年）八月，到达洛陽後的献帝感念沮俊的忠義，追贈他为弘農太守。